# Saxões

Espalhamento de anglos (vermelho) e saxões (azul) por volta de 500 d.C.

Os saxões (em latim: Saxones, em inglês antigo: Seaxe, em saxão antigo: Sahson, em baixo-alemão: Sachsen) foram uma confederação de tribos germânicas nas planícies do norte da Germânia, alguns dos quais migraram para a Ilha da Grã-Bretanha durante a Idade Média e se fundiram com os anglos, formando os anglo-saxões, que formariam o primeiro Reino da Inglaterra. O autor Bernard Cornwell, em suas Crônicas Saxônicas, descreve vários detalhes da vida deste povo.
Os saxões eram tribos ingevônicas, cujas primeiras áreas conhecidas que habitaram foi a Nordalbíngia, uma área que corresponde a Holsácia. Essa área se sobrepôs a área dos anglos, tribo intimamente ligada a eles. Os saxões participaram do estabelecimento de povos germânicos na Bretanha iniciado no século V. Desconhece-se o número de migrantes do continente à Grã Bretanha, porém, estima-se um número próximo a 200 mil. Durante a  Idade Média, por causa das rotas internacionais  da liga hanseática e consequentes migrações medievais, os saxões se misturaram e exerceram grande influência sobre os idiomas e culturas dos povos germânicos setentrionais, bálticos e fínicos, além dos eslavos polábios e eslavos ocidentais pomeranos.
Buscaram um novo território na Britânia. O porquê dessa migração, não se sabe ao certo, mas muito provavelmente deve-se à destruição causada pelos poderosos Hunos e talvez por mudanças climáticas. O Império Romano que tinha dominado a maior parte da ilha, com excepção da atual Escócia, abandonou-a no ano 410 d.C.. A partir daí, em 449, os saxões começaram uma forte investida sobre a Grã-Bretanha, em busca de colonização. Geralmente aliados aos anglos, os saxões, nos séculos VI a IX foram, aos poucos, dominando o território, começando pelo leste. Em seguida, capturaram o centro da Ilha, chegando até o Mar de Severno. Por algum tempo, a  Cornualha e  País de Gales ficaram livres. Porém, mais tarde, os saxões tomaram também a Cornualha, mas não conseguiram capturar o País de Gales, apesar de que reinos como Powys, hoje o maior estado-distrito de Gales, que alcançavam áreas da atual Inglaterra além de áreas do País de Gales terem perdido grande parte de suas posses (as regiões que ficavam na atual Inglaterra).
Concluiu-se que os saxões derrotaram quase que totalmente os celtas na Grã-Bretanha, já que Gales é, em sua maioria, de terreno rochoso e pobre. Os reinos galeses não tinham condições mais de se opor aos saxónicos, que se tornaram os verdadeiros donos da Inglaterra. No mesmo século, na Inglaterra, os saxões sofreram com a invasão dos viquingues da Dinamarca, que procuravam se instalar nas terras inglesas. Tomaram grande parte dos reinos saxónicos, mas foram parados e, depois, expulsos da Inglaterra por Alfredo de Inglaterra, o Grande. Os reinos saxônicos caíram, finalmente, no século XI. Mas não pelas mãos dos galeses e sim dos normandos, liderados por Guilherme, o Conquistador. Atualmente os descendentes dos saxões são os atuais holandeses, belgas (flamengos), alemães de determinadas regiões do norte, ingleses, e com o advento da imigração se espalharam além mar, para Estados Unidos, Canadá, Austrália, Nova Zelândia, entre outros países.

## Etimologia

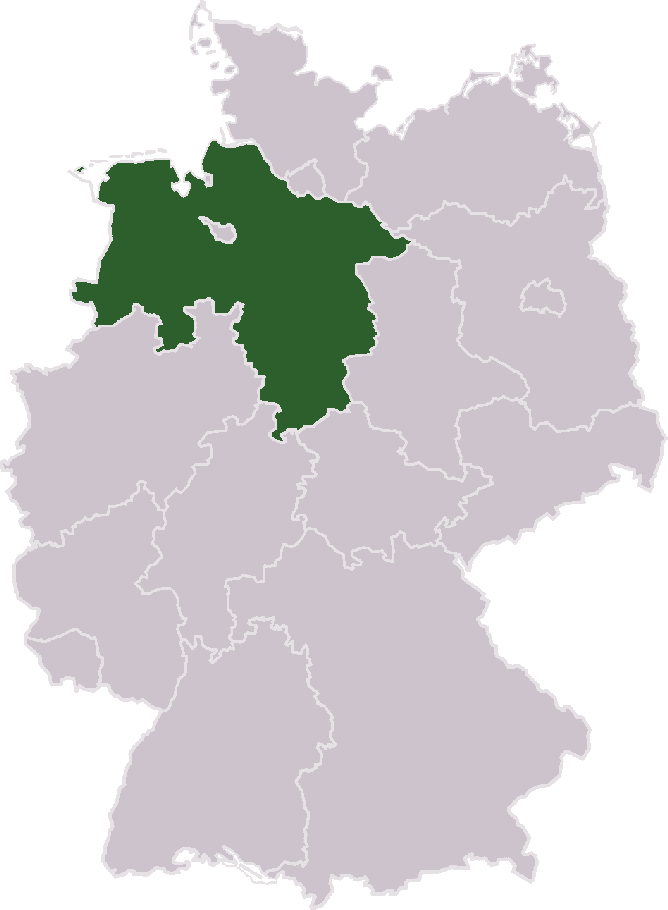
Atual estado de Niedersachsen (Baixa Saxônia)

Após a queda de Henrique, o Leão e posterior fragmentação do ducado saxão, o nome do ducado foi transferido para as terras da família Ascânia. Isso levou à diferenciação entre Baixa Saxônia, terra estabelecida pela tribo saxã, e Alta Saxônia, como o ducado (por fim, um reino). Quando o "Alta" foi retirado de "Alta Saxônia", uma região diferente tomou o nome saxão, substituindo o sentido original.
Os finlandeses e estonianos variaram o uso do termo Saxônia ao longo do tempo para se referir à Alemanha como um todo (Saksa e Saksanmaa respectivamente) e aos alemães (saksalaiset e sakslased, respectivamente). A palavra finlandesa tesoura sakset indica uma antiga espada saxã chamada scramasax. Em estoniano, saks significa um homem nobre ou, coloquialmente, alguém rico e poderoso.
O termo "saxões" (em romeno: Saşi) também se aplicava a germanos que migraram no século XIII para o sudeste da Transilvânia. Nas línguas celtas, a palavra para a nacionalidade inglesa deriva de "saxão". O exemplo mais proeminente, frequentemente usado em inglês, é a palavra gaélica escocesa Sassenach (Saxão), usada depreciativamente em escocês/scots. Ela deriva de Sasunnach gaélico escocês e significa "saxão", do latim "Saxones".
Sasanach, a palavra irlandesa para um indivíduo inglês, tem a mesma origem, assim como as palavras usadas em galês para descrever os ingleses (Saeson, sing. Sais) e o idioma e as coisas inglesas no geral: Saesneg e Seisnig, respectivamente. Entretanto, essas palavras são normalmente apenas nas línguas irlandesas e galesas. A língua córnica também se refere a ingleses por Sawsnek, que tem mesma origem. Alguns córnicos eram famosos por usar a expressão 'Meea navidna cowza sawzneck!' para disfarças a língua inglesa.
Inglaterra, em Gaélico, é Sasainn (Saxônia). Outros exemplos são: Saesneg (a língua inglesa), em galês; Sasana(Inglaterra), em irlandês; saoz(on), saozneg, Bro-saoz (inglês, a língua inglesa, Inglaterra), em bretão; e Sowson (pessoa inglesa) e Sowsnek (língua inglesa), em córnico, como no famoso My ny vynnav kows Sowsnek! (Eu não vou falar inglês!).[carece de fontes?]
Durante a visita de George Frideric Handel para a Itália, muito foi feito dele ser da Saxônia; em particular, os venezianos saudaram a performance em 1709 de sua ópera Agrippina com o grito Viva il caro Sassone, "Viva o amado saxão!" A palavra ainda existe como os nomes Saß/Sass, Sachse e Sachs. O nome neerlandês "Saskia" originalmente significava "uma mulher saxã" (variação de "Saxia").

## História

### Princípio

Império Romano sob Adriano r. e a pátria original dos Saxões, aproximadamente o território da moderna Eslésvico-Holsácia

Europa no final do século V

Geografia, de Ptolomeu, escrito no século II, é considerado o primeiro registro dos saxões. Algumas cópias do texto mencionam uma tribo chamada Saxões ao norte do baixo rio Elba, acreditado derivar de sax ou faca de pedra. Contudo, outros cópias chamam a mesma tribo de Axões, isso é considerado um provável erro de ortografia ao escrever a tribo chamada de aviões por Tácito em sua obra Germânia. Provavelmente, "Saxões" foi o nome usado mais tarde por escribas para corrigir um nome que não significava nada para eles.
A primeira menção incontestável do nome "saxão" em sua forma atual foi em 356, quando Juliano, que se tornou imperador romano, citou eles em um discurso como aliados de Magnêncio, um imperador rival em Gália. Todas as referências a eles nos século IV e V viam eles como piratas e senhores de guerra na Gália e na Grã-Bretanha, e não como tribo ou habitantes de uma área específica. A fim de se defenderem dos invasores saxões, os romanos criaram um distrito militar chamado Costa Saxã (Litus Saxonicum) nos dois lados do Canal da Mancha. Em 441–442, os saxões foram mencionados pela primeira vez como habitantes  da Britânia, quando um desconhecido historiador gaulês escreveu: "A Britânia caiu sob o controle dos saxões".

Os saxões como habitantes do atual Norte da Alemanha são citados pela primeira vez em 555, quando Teodebaldo, o rei franco, morreu e os saxões usaram isso como uma oportunidade para uma revolta. Essa revolta foi reprimida por Clotário, sucessor de Teodebaldo. Alguns de seus sucessores francos lutaram contra os saxões, outros se aliaram a eles; Clotário II obteve uma vitória decisiva contra os saxões. Os turíngios frequentemente apareciam como aliados dos saxões.
A origem do nome dos saxões vem de sax (scramasax), um tipo de faca típica deles.

### Saxões continentais

#### Saxônia
Os saxões continentais que vivem onde era a Saxônia Antiga se consolidaram aparentemente no fim do século VII. Depois do domínio do imperador Carlos Magno, surgiu o Ducado da Saxônia.
Os saxões resistiram por bastante tempo à conversão ao cristianismo, e à anexação ao Reino Franco, mas foram decisivamente conquistados por Carlos Magno em uma longa série de campanhas anuais, a Guerra da Saxônia (772–804). Durante a campanha da Hispânia (778),  os saxões avançaram a Deutz no Reno e saquearam a região ao longo do rio. Com a derrota, foram forçados ao batismo e conversão assim como a  união dos saxões no resto do Império Franco na Alemanha. Sua árvore ou pilar sagrado, um símbolo de Irminsul, foi destruído. Carlos Magno também deportou 10 000 saxões a Nêustria e deu suas terras, agora vagas, ao rei dos Obotritas. Eginardo, biógrafo de Carlos Magno, disse no encerramento de tal grande conflito:
"A guerra que durou tantos anos foi finalmente finalizada quando eles concordaram com os termos oferecidos pelo rei: a renúncia de sua religião oficial e da adoração dos demônios, a aceitação dos sacramentos do cristianismo, de sua fé e religião, e a união com os francos para formar um único povo." 
Sob o domínio carolíngio, os saxões foram reduzidos a estado tributário. Há evidências de que eles, como os tributários eslavos (Obotritas e os vendos) muitas vezes forneciam tropas aos seus soberanos carolíngios. Os duques da saxônia se tornaram reis (Henrique I, o Passarinheiro, 919) e posteriormente, os primeiros imperadores (o filho de Henrique, Oto I, o Grande) do Sacro Império Romano-Germânico durante o século X, mas perderam tal posição em 1024. O ducado se dividiu em 1180 quando o duque Henrique, o Leão, neto de Oto, se recusou a se juntar com seu primo, imperador Frederico Barbarossa,  em guerra na Lombardia.
Durante a  Alta Idade Média, sob o governo dos imperadores sálios e, mais tarde, dos Cavaleiros Teutônicos, os habitantes germânicos migraram para leste do Rio Saale em uma área a oeste de uma tribo eslava, os sorábios. Os sorábios foram aos poucos sendo germanizados. Essa região, subsequentemente, adquiriu o nome de Saxônia através de circunstâncias políticas, embora fosse primeiramente chamada Marca de Meissen. Os governantes de Meissen obtiveram controle do Ducado da Saxônia em 1423 e finalmente usaram o nome Saxônia para todo seu reino. Desde então, essa parte oriental da Alemanha ficou conhecida como Saxônia (Alemão: Sachsen), fonte de mal-entendimento quanto à terra-natal dos saxões, com uma parte central no atual estado da Baixa Saxônia (Alemão: Niedersachsen).

#### Países Baixos
Nos Países Baixos, os saxões ocuparam o território ao sul dos frísios e ao norte dos francos. A oeste chegaram até a região de Gooi, ao sul até o baixo Reno. Após a conquista de Carlos Magno essa se tornou a principal parte do bispado de Utreque. O ducado saxão de Hamaland teve importante papel na formação do ducado de Gueldres.
A língua local, embora bastante influenciada pelo padrão holandês, ainda é oficialmente reconhecida como baixo-saxão holandês.

#### Itália e Provença
Em 569, alguns Saxões se juntaram aos lombardos à Itália sob o comando de Alboíno e se estabelecerem ali. Em 572, eles invadiram o sudeste da Gália até Establão, atual Estoublon. Divididos, eles foram facilmente derrotados pelo general galo-franco Mumolo. Quando os saxões se reuniram, um tratado de paz foi negociado pelo qual os saxões italianos foram permitidos de se instalarem com suas famílias na Austrásia. Juntando suas famílias e seus pertences na Itália, eles retornaram a Provença em dois grupos no ano de 573. Um grupo seguiu por Nice e outro por Embrun, se encontrando em Avinhão, onde eles saquearam o território e, consequentemente, foram impedidos de cruzar o Ródano por Mumolo. Eles foram obrigados a pagar uma indenização pelo que eles roubaram antes de poderem entrar na Austrásia. Não obstante, eles são conhecidos apenas por documentos, não podendo ser comparados com os vestígios de instalações dos saxões no norte e oeste da Gália.

#### Gália
Um rei saxão chamado Eaduacro conquistou Angers em 463 e foi desalojado por Quilderico I e os francos sálios, aliados do Império Romano. É possível que a ocupação saxã da Grã-Bretanha começou apenas em resposta ao expansionismo franco no controle da costa do Canal da Mancha.
Alguns saxões já habitavam a costa saxã da Gália. É possível encontrá-los não só em documentos, mas também na arqueologia e na toponímia. A Notitia Dignitatum menciona Tribunus cohortis primae novae Armoricanae, Grannona in litore Saxonico. A localização de Grannona não é certa e foi identificada pela história e pela toponímia por lugares diferentes, sobretudo, como a cidade atual de Granville (na Normandia) ou um local próximo. A Notitia Dignitatum não explica de onde esses soldados "romanos" vieram. Alguns pesquisadores propuseram outra localização para Grannona / Grannonum, Graignes (Grania 1109 - 1113). Pode ser o mesmo *gran reconhecido em Guernsey (Greneroi, século IX). Esse local é mais próximo de Bayeux, onde Gregório de Tours localiza os Saxones Bajocassini (saxões de Bessino), que não conseguiram derrotar o bretão Waroch em 579.
Assim, uma unidade saxã formada de letos (bárbaros) teriam se estabelecido em Bayeux—os Saxones Baiocassenses. Esses saxões se tornaram assunto de Clóvis I no final do século V. Os saxões de Bayeux dispunha de um exército e eram frequentemente convocados para servir ao lado do serviço militar local nas campanhasmerovíngias. Eles falharam contra Waroch nesta função em 579. Em 589, os saxões cortaram seus cabelos no estilo bretão  sob as ordens de Fredegunda e lutaram como aliado deles contra Gontrão. No ano de 626, os Saxões de Bessino foram usados por Dagoberto I para suas campanhas contra os bascos. Um deles, Egina, teria criado o Ducado da Vascônia.